# Condado del Castillo de Cuba
El condado del Castillo de Cuba es un título nobiliario español creado por el rey Alfonso XII en favor de José María Cánovas del Castillo y García Estébanez, director general de Hacienda de la isla de Cuba y diputado a Cortes, mediante real decreto del 22 de agosto de 1878 y despacho expedido el 22 de abril de 1879.
El título fue rehabilitado en 1981 por el rey Juan Carlos I en favor de María de las Mercedes Cánovas del Castillo y Teresa, sobrina del segundo conde.

## Condes del Castillo de Cuba
|                                  | Titular                                             | Periodo                  |
| Creación por Alfonso XII         | Creación por Alfonso XII                            | Creación por Alfonso XII |
| -------------------------------- | --------------------------------------------------- | ------------------------ |
| I                                | José María Cánovas del Castillo y García Estébanez  | 1878-1896                |
| II                               | Francisco Cánovas del Castillo y Tejada             | 1896-¿?                  |
| Rehabilitación por Juan Carlos I |                                                     |                          |
| III                              | María de las Mercedes Cánovas del Castillo y Teresa | 1981-1998                |
| IV                               | Francisco Javier del Hoyo y Cánovas del Castillo    | 1998-hoy                 |

## Historia de los condes del Castillo de Cuba
- José María Cánovas del Castillo y García Estébanez (Málaga, 9 de septiembre de 1831-Málaga, 23 de noviembre de 1895), I conde del Castillo de Cuba, director general de Hacienda de la isla de Cuba, diputado a Cortes.[1] Era hermano menor del presidente del gobierno Antonio Cánovas del Castillo.

Casó el 1 de diciembre de 1869, en La Habana, con María de las Mercedes de Tejada y O'Farrill. El 29 de abril de 1896 le sucedió su hijo:
- Francisco Cánovas del Castillo y Tejada (n. La Habana, 2 de abril de 1873), II conde del Castillo de Cuba.[1]

El 11 de diciembre de 1974 María de las Mercedes Cánovas del Castillo y Teresa, sobrina del segundo conde, solicitó la rehabilitación del título. La solicitud fue aceptada y el título fue rehabilitado por real decreto del 10 de abril de 1981 (BOE del 14 de julio del mismo año), sucediendo por carta del 29 de abril de 1982:
- María de las Mercedes Cánovas del Castillo y Teresa (m. Zaragoza, 22 de octubre de 1996), III condesa del Castillo de Cuba.[2]

Casó en 1947 con el notario Isidoro del Hoyo Villameriel (m. 1995). El 5 de mayo de 1998, previa orden del 2 de marzo del mismo año para que se expida la correspondiente carta de sucesión (BOE del 25 de marzo), le sucedió su hijo:
- Francisco Javier del Hoyo y Cánovas del Castillo (n. Madrid, 10 de junio de 1951), IV conde del Castillo de Cuba, caballero de Nuestra Señora La Virgen del Pilar, caballero de la Cofradía de Nuestra Señora de la Piedad y del Santo Sepulcro.[2]

Casó el 12 de septiembre de 1992 con Lucila Ruiz Gil (n. 1953).